# Delta rzeki

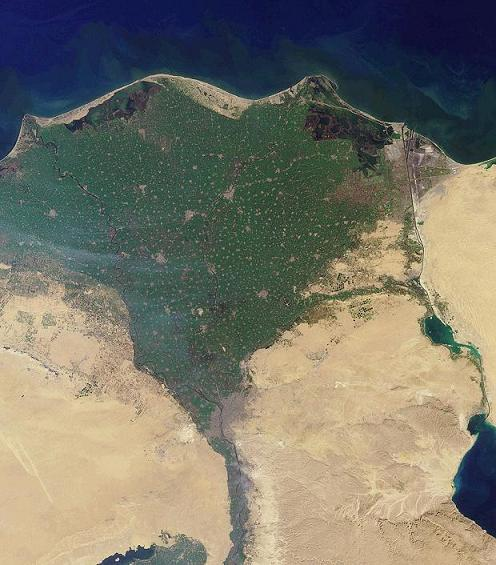
Delta Nilu widziana z orbity (NASA)

Delta – równina o charakterze bagiennym (np. Żuławy Wiślane w Polsce), powstała wskutek osadzania się materiału u ujścia rzeki. Często przypomina kształtem grecką literę delta (Δ), stąd jej nazwa.

## Powstawanie delt
Ujścia typu deltowego powstają w przypadku, gdy rzeka uchodzi do zbiornika wodnego (morza lub jeziora), który charakteryzuje się nieznacznymi wahaniami poziomu wody – w przeciwnym przypadku powstają estuaria. Silne prądy lub przypływy mogą unosić z sobą na pełne morze nawet bardzo znaczne masy mułu, nanoszonego przez rzeki i w ten sposób nie dopuścić do tworzenia się delt. Toteż delty tworzą się przede wszystkim w płytkich zbiornikach wodnych, w jeziorach, w morzach zamkniętych, pozbawionych przypływów i odpływów i silnych prądów, jak na przykład Morze Śródziemne i Morze Czarne, południowo-wschodnie części Morza Bałtyckiego, Zatoka Meksykańska w swej północnej części, płytkie morza przybrzeżne oceanu Spokojnego w Azji, Zatoka Bengalska, Ocean Arktyczny wzdłuż brzegów Azji. Innym czynnikiem sprzyjającym powstawaniu delt jest duża ilość transportowanego i akumulowanego materiału. Wyróżnia się delty wysunięte (wychodzące w morze), schowane (wypełniające zatoki), a także wsteczne (narastające w kierunku przeciwnym do spływu wód rzecznych, będące skutkiem akumulacji wód rzecznych po cofkach – patrz Delta Świny).

Budowa delty:
1. Równia aluwialna
2. Równia deltowa
3. Jezioro deltowe
4. Czoło delty
5. Prodelta

## Największe delty

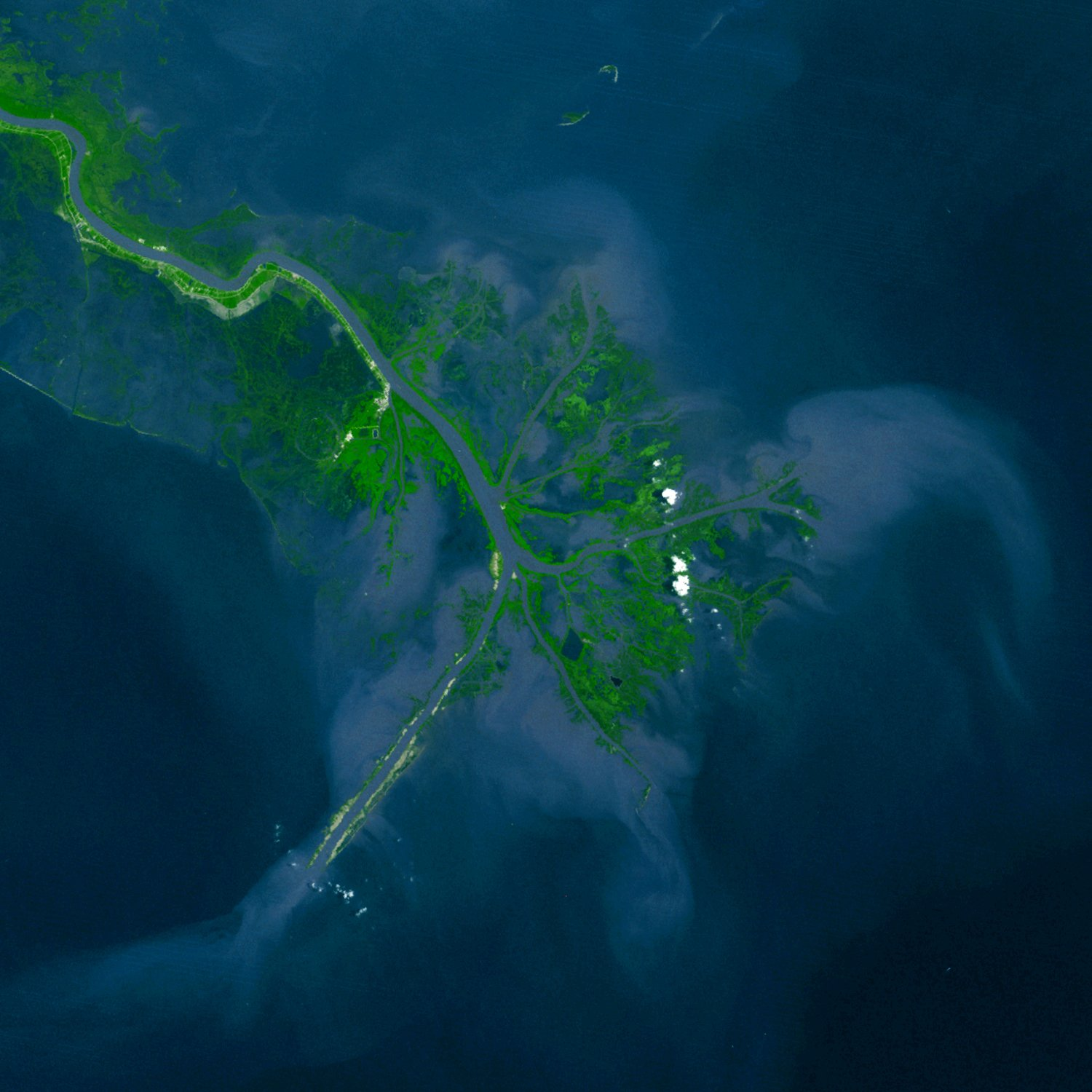
Fragment delty Missisipi

Największą deltę na świecie tworzy Amazonka; delta ta mierzy 100 000 km². Na następnych miejscach plasują się: delta Ganges-Brahmaputra (80 000 km²), Orinoko (w Ameryce Południowej, 24 000 km²) i Nil (20 000 km²). Z rzek europejskich największą deltę ma Wołga (13 000 km²).
Osady, naniesione przez rzeki, sięgają nieraz wielkiej grubości. W delcie rzeki Pad dochodzą do 170 m, w delcie Nilu miejscami do 100 m, w delcie Rodanu również do 100 m. Szybkość, z jaką delty posuwają się w głąb morza, zależy nie tyle od ilości osadu, niesionego przez rzekę, ile od wyżej wyliczonych warunków tworzenia się delt. Materiał dostarczany przez rzekę jest często wynoszony w głąb morza przez prądy morskie (np. pływowe, powrotne itd.). Tak na przykład rzeka Terek na Kaukazie sypie corocznie ok. 500 m nowego ujścia; potężna Missisipi (na zdjęciu) ma lata, kiedy wysuwa się w zatokę Meksykańską również ok. 0,5 km, podczas gdy w innych latach ogranicza się do zaledwie 80 m. Słynna delta Nilu wzrasta zaledwie o 12 m rocznie. Z rzek europejskich pierwsze miejsce zajmuje Pad z 70 m. Ujścia deltowe posiadają również: Wisła, Dunaj, Niger, Huang He.

## Delta Wisły
Delta Wisły rozpoczyna się przez oddzielenie się pod wsią Piekło, poniżej Gniewa, rzeki Nogatu, najbardziej wschodniej odnogi Wisły. Z innych, dosyć licznych odnóg delty Wisły, najważniejsze są: Martwa Wisła, Wisła Śmiała, Leniwka i Szkarpawa.

## Delty rzek poza Ziemią

### Delty rzek na Marsie

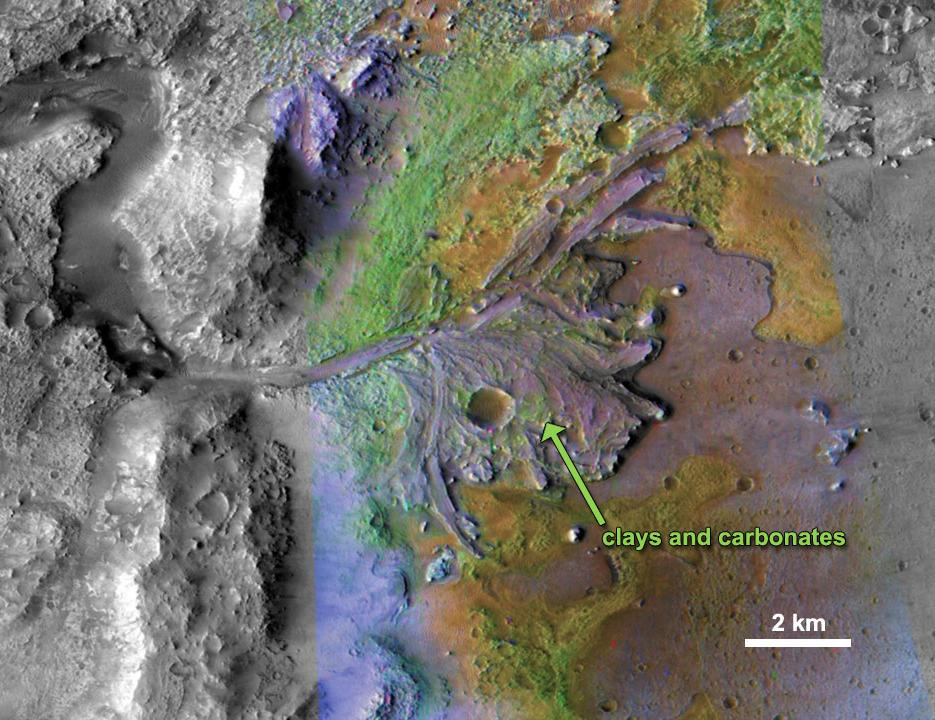
Mapa mineralogiczna delty w kraterze Jezero

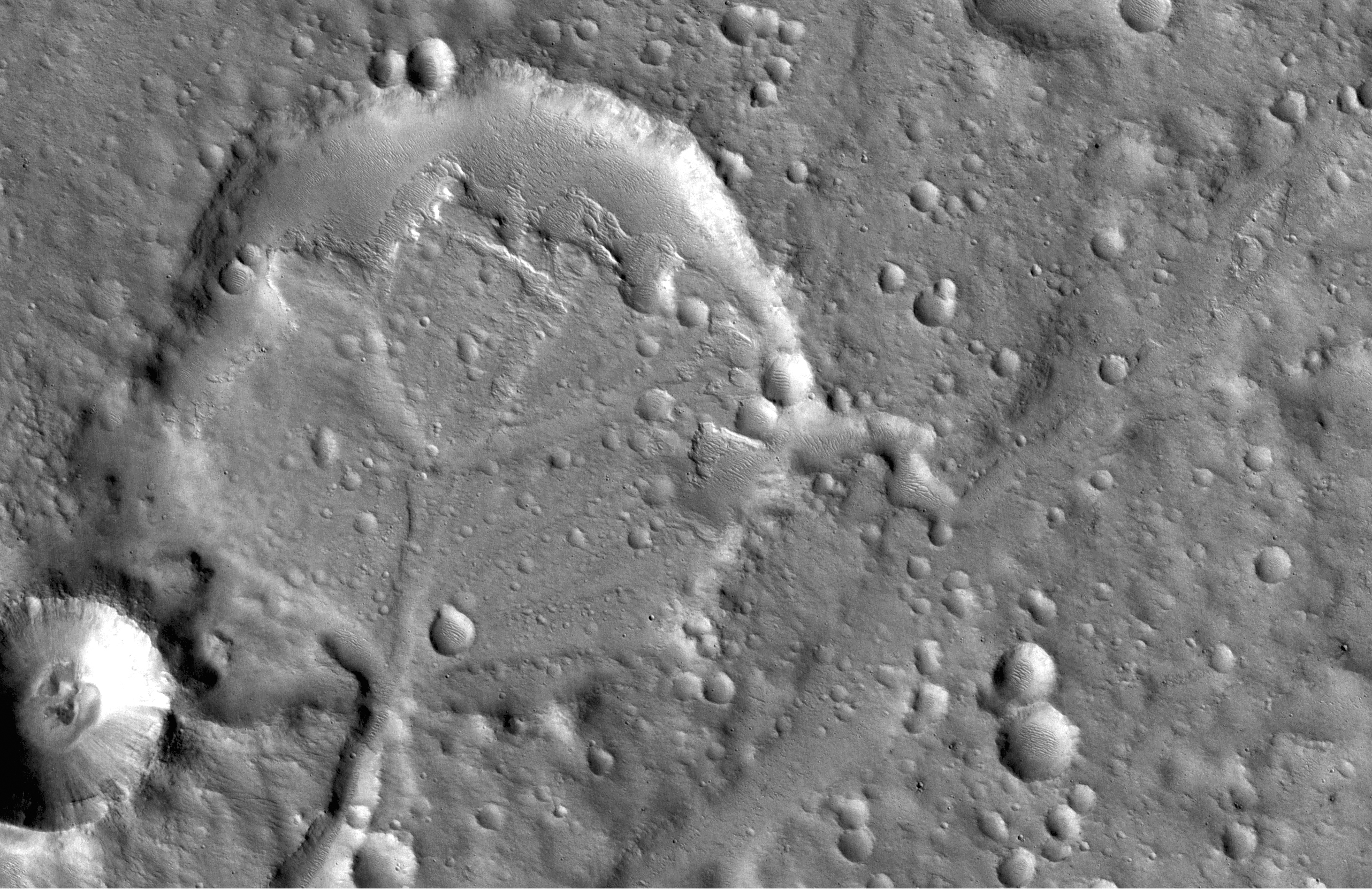
Delta marsjańskiej rzeki Nanedi

Współczesny Mars jest planetą chłodną i pustynną, na której woda występuje niemal wyłącznie w postaci lodu, jednak w odległej przeszłości geologicznej na jego powierzchni znajdowały się także zbiorniki ciekłej wody i płynęły rzeki. Dzięki zdjęciom sond kosmicznych odkryto liczne doliny rzek, a w niektórych marsjańskich kraterach utworzyły się delty rzeczne. Jedną z takich dawno zanikłych rzek odkryła sonda Mars Express; około 4 miliardy lat temu rzeka Nanedi, która płynęła przez wyżynny obszar Xanthe Terra, naniosła 50 metrów osadu do pięciokilometrowej średnicy krateru; cała delta zajmuje obszar około 25 km². Jedne z najlepiej zachowanych delt rzecznych znajdują się w kraterach Eberswalde i Jezero; ta druga została wybrana jako cel misji Mars 2020.

### Rzeki węglowodorów na Tytanie
Na Tytanie, największym księżycu Saturna, występują powierzchniowe zbiorniki (jeziora) węglowodorów. Na wybrzeżu jednego z większych jezior, Ontario Lacus, odnaleziono ujście metanowej rzeki w formie delty, z co najmniej dwoma odgałęzieniami.

## Podział

### Ze względu na miejsce powstania
- schowana – rzeka wpada do zatoki, gdzie tworzy stożek nasypowy wyrównujący przebieg linii brzegowej, np. Wisła
- wysunięta – rzeka wpada bezpośrednio do morza

### Ze względu na kształt
- łukowa – np. Nil
- palczasta – np. Missisipi
- klinowa – np. Niger